# Walentina Sawina
Walentina Siergiejewna Sawina (ros. Валентина Сергеевна Савина, ur. w lutym 1943) – radziecka kolarka torowa i szosowa, sześciokrotna medalistka torowych mistrzostw świata.

## Kariera
Pierwszy sukces w karierze Walentina Sawina osiągnęła w 192 roku, kiedy na mistrzostwach świata w Mediolanie zdobyła złoty medal w sprincie indywidualnym. Sukces ten radziecka kolarka powtórzyła jeszcze dwukrotnie: na: MŚ w San Sebastián (1965) oraz MŚ w Amsterdamie (1967). Ponadto zdobyła w tej konkurencji jeszcze srebrny na mistrzostwach świata we Frankfurcie w 1966 roku (wygrała jej rodaczka Irina Kiriczenko) oraz brązowe podczas mistrzostw w Liège w 1963 roku (za rodaczkami Galiną Jermołajewą i Kiriczenko) oraz mistrzostw w Leicester w 1970 roku (za rodaczkami Galiną Cariową i Jermołajewą). Wielokrotnie zdobywała medale torowych mistrzostw ZSRR, w tym w latach 1961 i 1965 bza najlepsza w sprincie indywidualnym, w 1961 roku wygrała wyścigu na 500 m oraz szosowy wyścig ze startu wspólnego, a w 1961 i 1963 roku zwyciężała w wyścigu na dochodzenie. Nigdy nie wystartowała na igrzyskach olimpijskich.